# Piotr Łossowski
Piotr Łossowski (ur. 25 lutego 1925 w Kaliszu, zm. 26 lipca 2025 w Warszawie) – polski historyk, profesor zwyczajny.

## Życiorys
Był synem Walerii (z d. Heyman) i Stanisława Łossowskich. Jego ojciec pracował przed II wojną światową jako sędzia. Rodzina jego ojca mieszkała przed I wojną światową na terenie Imperium Rosyjskiego, jego dziadek, Stefan Łossowski był nadleśniczym.
Dzieciństwo spędził w Kaliszu, gdzie jego ojciec pracował w sądzie okręgowym. W 1938 przeniósł się z rodzicami do Wilna, gdzie jego ojciec rozpoczął pracę w sądzie apelacyjnym. W tym samym roku rozpoczął naukę w Gimnazjum i Liceum im. Zygmunta Augusta. Po wybuchu II wojny światowej i wkroczeniu wojsk sowieckich wyjechał na Litwę Kowieńską, pracował jako robotnik rolny. Podczas pobytu w tym kraju (mieszkał w powiecie wiłkomirskim i kiejdańskim) poznał język litewski i zainteresował się dziejami Litwy. W sierpniu 1944 został powołany do Wojska Polskiego, służył w nim do 1952. W 1949 zdał egzamin maturalny, od 1951 studiował dziennikarstwo na Uniwersytecie Warszawskim, pracę magisterską obronił w 1955.
Już w czasie studiów, w 1954 rozpoczął pracę w Instytucie Polsko-Radzieckim, wynikiem jego badań była wydana w 1959 książka Rosjanie, Białorusini i Ukraińcy w powstaniu styczniowym napisana razem z Zygmuntem Młynarskim. Od stycznia 1958 pracował w Wojskowym Instytucie Historycznym, od kwietnia 1962 w Instytucie Historii Polskiej Akademii Nauk. Tam prowadził badania nad wojną obronną 1939 oraz powstaniami wielkopolskim i śląskimi, a także nad stosunkami polsko-litewskimi w XX wieku. W 1963 obronił na Uniwersytecie Warszawskim pracę doktorską poświęconą konfliktowi polsko-litewskiemu lat 1918-1920 napisaną pod kierunkiem Rafała Gerbera, która ukazała się drukiem w 1966 jako Stosunki polsko‑litewskie 1918‑1920. W 1965 opublikował w Studiach z Dziejów ZSRR i Europy Środkowej rozprawę  Gazeta „Auszra” i początek narodowego ruchu litewskiego (1883‑1886). W 1971 uzyskał w IH PAN stopień doktora habilitowanego na podstawie pracy  Kraje bałtyckie na drodze od demokracji parlamentarnej do dyktatury (1918–1934). W 1979 uzyskał tytuł profesora nadzwyczajnego, w 1988 tytuł profesora zwyczajnego.
W IH PAN był zastępcą dyrektora ds. naukowych (1976-1983) i przewodniczącym Rady Naukowej (1991-1993). Od 1980 kierował tam Zakładem Historii Europy XIX i XX wieku. Przeszedł na emeryturę w 2005. W latach 1983-2008 był redaktorem naczelnym pisma Studia z Dziejów Rosji i Europy Środkowo-Wschodniej (pierwotnie Studia z Dziejów ZSRR i Europy Środkowej). Był także wykładowcą Collegium Civitas.
W 1991 został członkiem korespondentem Polskiej Akademii Umiejętności.
Specjalizował się w zakresie problematyki historii Polski i Europy Środkowo-Wschodniej w XX wieku, a szczególnie historii wojskowej Polski, historii krajów bałtyckich i ich stosunków z Polską, historii dyplomacji okresu II RP.

## Nagrody i wyróżnienia
W 1966 otrzymał nagrodę Wydziału I Polskiej Akademii Nauk, w 1976 i 1987 nagrodę Sekretarza Naukowego PAN. Jest laureatem nagrody historycznej tygodnika Polityka za 1976 (II nagroda za książkę Między wojną a pokojem. Niemieckie zamysły wojenne na wschodzie w obliczu traktatu wersalskiego. Marzec – kwiecień 1919) i za 1982 (w kategorii książki naukowe i popularnonaukowe za książkę Litwa a sprawy polskie 1939-1940). Otrzymał także nagrodę Instytutu Józefa Piłsudskiego w Nowym Jorku (1987 - za książki ''Zerwane pęta: Usunięcie okupantów z ziem polskich w listopadzie 1918 i Po tej i po tamtej stronie Niemna: Stosunki polsko-litewskie 1883–1939), nagrodę Ministerstwa Obrony Narodowej (1988), nagrodę im. Jerzego Łojka (1990 - za książkę Tragedia państw bałtyckich 1939-1941), nagrodę Polskiej Fundacji Kulturalnej im. Edwarda Raczyńskiego (1993), nagrodę Klio (1996), nagrodę specjalną „Przeglądu Wschodniego” (2001)
Odznaczony m.in. Krzyżem Kawalerskim (w PRL) i Krzyżem Oficerskim Orderu Odrodzenia Polski, Orderem Gwiazdy Białej V klasy (2002), a także Odznaką Honorową „Bene Merito”(2009) oraz Medalem pamiątkowym Wojskowego Instytutu Historycznego(1987).

## Wybrane publikacje
- Agresja hitlerowska na Polskę, Warszawa: PZWS, 1964
- Stosunki polsko-litewskie 1918–1920, Warszawa: Książka i Wiedza, 1966, wznowiona w 1996 pt. Konflikt polsko‑litewski 1918‑1920
- Żołnierze minionych lat, Warszawa: Wydawnictwo MON, 1969.
- Kraje bałtyckie na drodze od demokracji parlamentarnej do dyktatury, Wrocław: Ossolineum, 1972
- Między wojną a pokojem: niemieckie zamysły wojenne na wschodzie w obliczu traktatu wersalskiego: marzec – czerwiec 1919 roku, Warszawa: Książka i Wiedza, 1976
- Litwa a sprawy polskie 1939–1940, Warszawa: PWN, 1982. ISBN 83-01-03973-6
- Po tej i po tamtej stronie Niemna: Stosunki polsko-litewskie 1883–1939, Warszawa: Czytelnik, 1985. ISBN 83-07-01289-9
- Zerwane pęta: Usunięcie okupantów z ziem polskich w listopadzie 1918, Warszawa: PIW, 1986. ISBN 83-06-01421-9
- Łotwa nasz sąsiad. Stosunki polsko‑łotewskie w latach 1918‑1939 (1990)
- Polska w Europie i świecie. Szkice z dziejów polityki zagranicznej i położenia międzynarodowego II Rzeczypospolitej (1990)
- Tragedia państw bałtyckich 1939‑1941 (1990)
- Polska‑Litwa. Ostatnie sto lat (1991)
- Likwidacja Uniwersytetu Stefana Batorego przez władze litewskie w grudniu 1939 r. Dokumenty i materiały (1991)
- Dyplomacja Drugiej Rzeczypospolitej (1992)
- Polska w Europie i świecie, Warszawa: Książka i Wiedza, 1992. ISBN 83-05-12158-5
- Stosunki polsko-estońskie, Gdańsk: Instytut Bałtycki, 1992.
- Historia dyplomacji polskiej, t.4, Warszawa: PWN, 1995 (red.). ISBN 83-01-11714-1
- Konflikt polsko-litewski, Warszawa: Książka i Wiedza, 1996. ISBN 83-05-12769-9
- Stosunki polsko-litewskie 1921–1939, Warszawa: Instytut Historii PAN, 1997. ISBN 83-86301-40-6
- Jak Feniks z popiołów. Oswobodzenie ziem polskich spod okupacji, Łowicz: Mazowiecka Wyższa Szkoła Humanistyczno-Pedagogiczna, 1998. ISBN 83-87222-10-0
- Litwa / Historia państw świata XX wieku, Warszawa: Wydawnictwo Trio, 2001. ISBN 83-85660-59-3
- Dyplomacja polska 1918–1939, Oficyna Wydawnicza ASPRA-JR, 2001. ISBN 83-88766-14-7
- Kraje bałtyckie w latach przełomu 1934-1944, 2005 (współpraca Bronius Makauskas)
- Kłajpeda kontra Mamel. Problem Kłajpedy w latach 1918‑1939‑1945 (2007)
- Ultimatum polskie do Litwy 17 marca 1938 roku (2010) ISBN 978-83-7436-236-8